# Venturi 500 LM
La Venturi 500 LM est une des dernières voitures produites par le constructeur automobile français Venturi avant la disparition temporaire de la marque.
La Venturi 500 LM est présentée en février 1992, équipée comme les précédents modèles du moteur V6 PRV dont la puissance est portée à 480 cv.
Sur les sept exemplaires engagés aux 24 heures du Mans de 1993, cinq termineront l’épreuve et la meilleure finira 23e (une sortie de route et une casse moteur ruineront les efforts des non classées).